# Florian Knauß

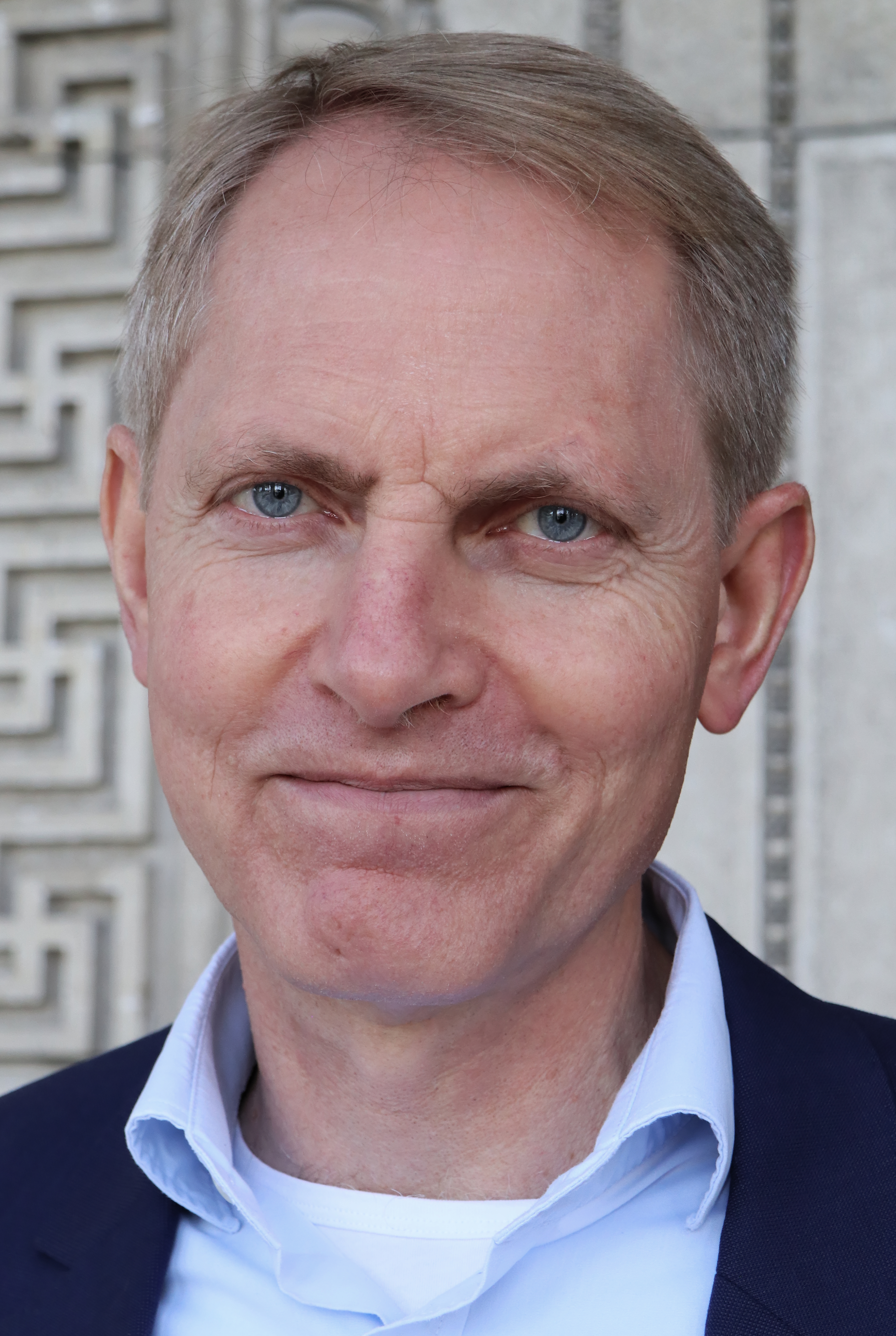
Florian Knauß, 2022

Florian Knauß (* 18. Juni 1963 in Darmstadt) ist ein deutscher Klassischer Archäologe. Seit 2011 ist er Direktor der  Staatlichen Antikensammlungen und Glyptothek in München.

## Leben
Florian Knauß besuchte das humanistische Ratsgymnasium Bielefeld. Nach dem Abitur studierte er ab 1984 an der Universität des Saarlandes, der Universität Würzburg und der Freien Universität Berlin Klassische Archäologie, Alte Geschichte und Vorderasiatische Archäologie. 1993 wurde er an der Universität des Saarlandes bei Friedrich Hiller zum Dr. phil. promoviert. 1993/94 war er wissenschaftlicher Mitarbeiter am Institut für Vorderasiatische Archäologie der Universität des Saarlandes und stellvertretender Grabungsleiter in Tell Sheikh Hassan (Syrien). Im Anschluss wurde er wissenschaftlicher Assistent am Archäologischen Seminar der Universität Münster. Seit 1998 leitete er dort ein Projekt zu Kolchis und Iberien (Kaukasien). Zum 1. April 2001 wechselte er als Konservator an die Staatlichen Antikensammlungen und Glyptothek in München. Seit dem 1. Mai 2011 ist er als Nachfolger von Raimund Wünsche deren Direktor.
1994 bis 2000 nahm Knauß als stellvertretender Grabungsleiter an den Ausgrabungen der deutsch-georgischen Expedition nach Kachetien teil. Seit 2006 leitete er das von der Gerda Henkel Stiftung finanzierte Ausgrabungsprojekt bei Karačamirli, das in Zusammenarbeit mit der Nationalen Akademie der Wissenschaften Aserbaidschans in Baku und dem Nationalmuseum Tbilisi durchgeführt wurde. Seit 1. Januar 2002 ist Knauß Mitglied des Achaemenid Research Teams (Réseau international d’études et de recherches achéménides), gefördert vom Centre national de la recherche scientifique, und Mitglied im comité de pilotage der fachwissenschaftlichen Website Achemenet. Seit dem 1. November 2011 ist er Mitglied der Kommission für das Corpus Vasorum Antiquorum Deutschland der Bayerischen Akademie der Wissenschaften.

## Schriften (Auswahl)
- Der Lineare Inselstil. Eine kykladische Keramikwerkstatt am Übergang von der spätgeometrischen zur archaischen Zeit  (= Saarbrücker Studien zur Archäologie und Alten Geschichte Band 13). Saarbrücker Druckerei und Verlag, Saarbrücken 1997, ISBN 3-930843-18-8 (= Dissertation Universität Saarbrücken 1993).
- Die Kunst der Antike. Meisterwerke der Münchner Antikensammlungen. C. H. Beck, München 2017, ISBN 978-3-406-71175-6.

Herausgeber
- mit Raimund Wünsche: Lockender Lorbeer. Sport und Spiel in der Antike. Staatliche Antikensammlungen München, München 2004, ISBN 3-933200-09-1
- Die Unsterblichen. Götter Griechenlands. Kunstverlag Josef Fink, Lindenberg im Allgäu 2012 ISBN 978-3-89870-767-1.
- mit Jörg Gebauer: Die Etrusker. Von Villanova bis Rom. Nünnerich-Asmus Verlag & Media, Mainz 2015 ISBN 978-3-945751-10-7
- mit Christian Gliwitzky: Charakterköpfe. Griechen und Römer im Porträt. Hirmer Verlag, München 2017 ISBN 978-3-7774-2954-0